# 福岡市歌
「福岡市歌」（ふくおかしか）は日本の政令指定都市の1市で、福岡県の県庁所在地である福岡市の市歌。作詞・金子健（金子健造）、補作・八波則吉、作曲・中山晋平。

## 解説
1931年（昭和6年）に福岡市教育会が歌詞の公募を実施し、福岡日日新聞（西日本新聞の前身紙）の10月30日付紙面で一等入選作品を発表した。賞金は一等50円、二等30円、三等20円、佳作5円であった。発表後、11月10日付の同紙で旧制第五高等学校教授の八波則吉が補作した完成版の歌詞が掲載され、教育会の依頼により中山晋平が作曲を行った。そして、翌1932年（昭和7年）5月19日付の福岡日日新聞で曲の完成が報じられ、近日中に「市歌大発表音楽会」を開催する旨の告知が掲載された。
歌詞は鎌倉時代に元寇を撃破した故事から始まり、1番では「西日本の力」、2番では「光」、3番では「誇」と福岡市を讃えている。1〜3番とも発表時の原詞では「轟く都」「輝く都」「理想の都」と「都」で締めくくっているが、1938年（昭和13年）版の市政要覧および学事要覧より該当する部分が「我が市」に改変された。西日本新聞社が後年に作詞者へ取材したところ、該当箇所については教育会の監督官庁であった文部省から「“都”は皇居のある東京だ」として改訂の指示があったとされる。
1945年（昭和20年）の太平洋戦争終結後は、他の市町村歌や都道府県民歌と同様にほとんど演奏されなくなった。1951年（昭和26年）にはNHK福岡放送局が福岡市や西日本新聞社と合同で新たに「福岡市の歌」（作詞：月形吉郎、作曲：飯田信夫）を選定したが、新旧どちらの楽曲も市のサイトに紹介は無く、忘れ去られた状態となっている。
1969年（昭和44年）の市制80周年記念式典に際しては大時代的な歌詞が現代の世情にそぐわないとして歌唱が見送られ、バックコーラスのハミングでごまかしたほどであった。翌1970年（昭和45年）1月に刊行された『日本うたの地図』では刊行時に福岡県の県民歌が未制定だったため、福岡市歌を代わりに掲載しているが注釈において歌詞のみで楽譜は散逸した状態である旨が述べられている。この時点で散逸していた楽譜は後に発見され、1983年（昭和58年）刊の『福岡市史』昭和編資料集 前編に収録された。なお、福岡県の県民歌に関しては『日本うたの地図』が刊行された年の10月17日に「希望の光」が制定されている。
福岡市に関する市歌以外の楽曲としては、1989年（平成元年）の市制100周年記念歌でASKAが作詞・作曲し徳永英明が歌唱する「心のボール」があるが、ASKAが起こした不祥事を理由に2014年（平成26年）から使用が中止されている。